# Rhytiphora frenchi
Rhytiphora frenchi är en skalbaggsart som först beskrevs av Blackburn 1890.  Rhytiphora frenchi ingår i släktet Rhytiphora och familjen långhorningar. Inga underarter finns listade i Catalogue of Life.